# Manny Oquendo
Manny Oquendo (Brooklyn, 1 januari 1931 - New York, 25 maart 2009) was een Amerikaans slagwerker.
Zijn belangrijkste instrument waren de timbales en hij was sterk beïnvloed door het Cubaans drummen. Oquendo groeide op in New York en begon percussie te studeren in 1945. Hij speelde mee in een aantal tropische en Latijns-Amerikaanse bands als Carlos Valero, Luis del Campo, Juan "El Boy" Torres, Chano Pozo, Jose Budet, Juanito Sanabria, Marcelino Guerra, Jose Curbelo en Pupi Campo.
In 1950 werd hij bongospeler voor Tito Puente. Nadien speelde hij nog met Tito Rodriquez in 1954 en Vincentico Valdes in 1955. Hij werkte een tijdje freelance in New York en werd dan lid van Eddie Palmieris La Perfecta-orkest in 1962. Sinds 1974 speelde hij met zijn eigen groep, Conjunto Libre (later simpelweg Libre) en had een wereldwijde hit met "Little Sunflower" in 1983.

## Discografie
- Con Salsa, Con Ritmo (Salsoul Records, 1976)
- Con Salsa, Con Ritmo Vol. 2 (Salsoul, 1979)
- Los Lideres de la Salsa (Salsoul, 1979)
- Incredible (Salsoul, 1981)
- Ritmo, Sonido, y Estilo (Montuno Records, 1983)
- Mejor que Nunca (Milestone Records, 1994)
- Muevete! (Milestone, 1996)
- Ahora (Milestone, 1999)
- Tiene Calidad, Vol. 2 (Salsoul, 1999)
- Libre (Eden Ways, 1999)
- Libre Increible (Sony , 2000)
- Los New Yorkinos (Milestone, 2000)
- Manny Oquendo y su Conjunto Libre (Eden Ways, 2000)

- Bibliothèque nationale de France: cb14037768k (data)
- International Standard Name Identifier: 0000 0000 8378 0102
- Library of Congress Control Number: no98094932
- MusicBrainz: 1269a1ea-6979-4337-b832-653110dc3435
- Nationale Bibliotheek van Tsjechië: xx0120525
- Virtual International Authority File: 44500254
- WorldCat: E39PBJdWJGTMxvXKmqcDypyjmd